# بیمه سامان
شرکت بیمه سامان در اسفند سال ۱۳۸۳ به منظور انجام انواع معاملات مربوط به امور بیمه‌های بازرگانی در رشته بیمه‌های اموال، مسئولیت و اشخاص با سرمایه ۲۰ میلیون تومان جدید (۲۰۰ میلیارد ریال) منقسم به ۲۰۰ میلیون سهم با ارزش اسمی یک هزار ریالی مجوز فعالیت خود را از بیمه مرکزی گرفت و به عنوان ششمین عضو گروه مالی سامان در اداره ثبت شرکت‌ها به شماره ۲۴۱۰۵۹ به ثبت رسید.
این شرکت یکی از شرکت‌های سهامی (عام) است که به موجب مجوز شماره ۳۷۱۰۴۳ به تاریخ ۱۱ اسفند ۱۳۸۳ بیمه مرکزی ایران تأسیس گردیده است.
سرمایهٔ فعلی شرکت طی مصوبه مجمع عمومی عادی سالانه مورخ ۲۸ تیرماه ۱۳۹۷، به مبلغ ۱٬۵۰۰٬۰۰۰٬۰۰۰٬۰۰۰ ریال افزایش یافت.
ترکیب سهامداران شرکت بیمه سامان با داشتن ۱۵۰۰ سهامدار شامل ۴۲٪ اشخاص حقوقی و ۵۸٪ این شرکت با همکاری سازمان‌های زیر تأسیس شده است:
- بانک سامان
- شرکت سرمایه‌گذاری بانک سامان
- شرکت ایران و غرب
- شرکت سرمایه‌گذاری مس سرچشمه
- صندوق بازنشستگی شرکت ملی صنایع مس ایران
- مؤسسه صندوق حمایت و بازنشستگی کارکنان فولاد
- به همراه جمعی از اشخاص حقیقی و حقوقی با سوابق طولانی در صنعت بیمه، صنایع مالی و تولیدی[۴]

## زمینه فعالیت

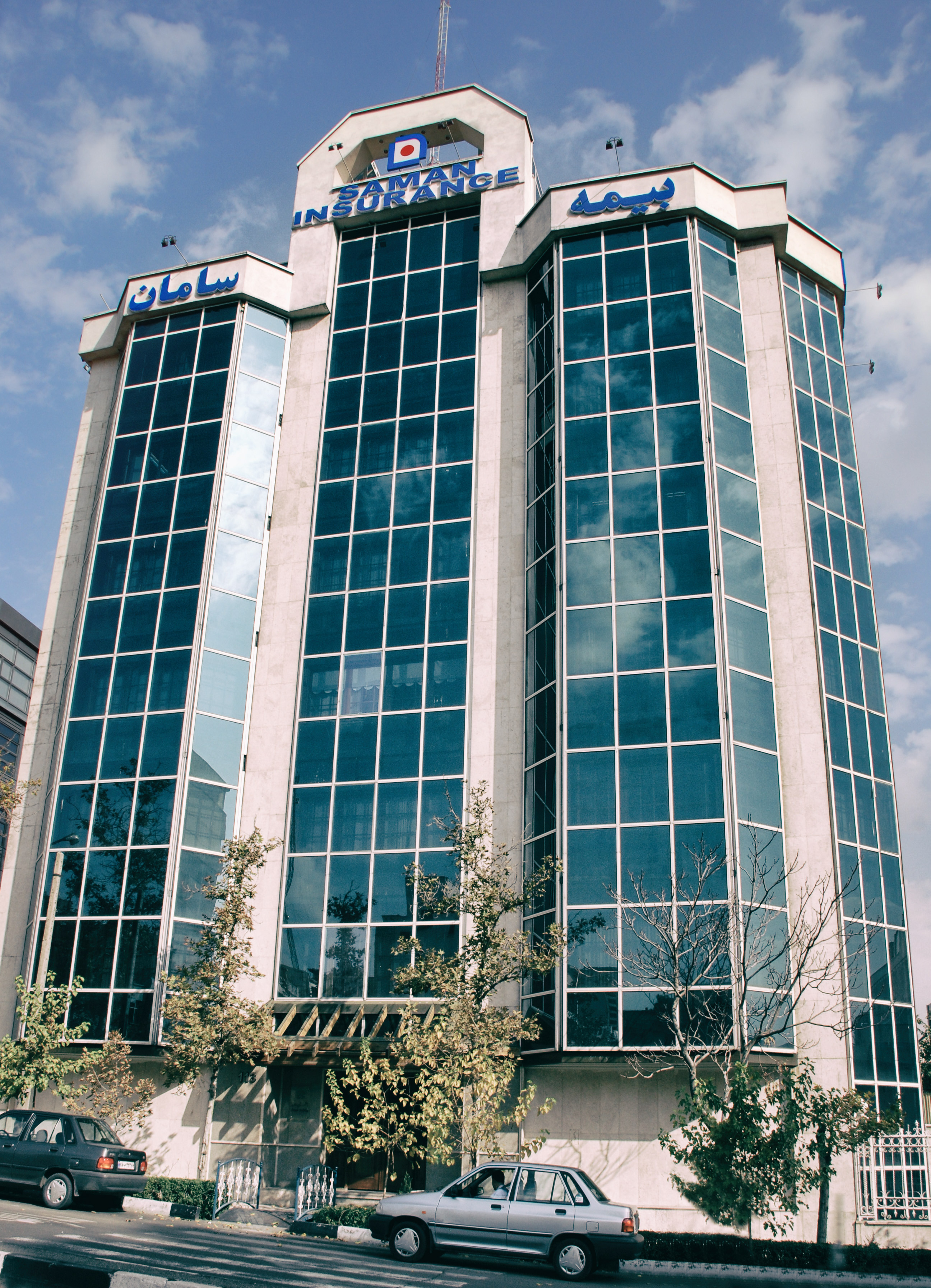
ساختمان مرکزی بیمه سامان

بیمه سامان در زمینه بیمه‌های : تکمیلی درمان (گروهی، انفرادی)، عمر و تشکیل سرمایه، حوادث، بیمه مسافرتی، باربری، آتش‌سوزی، مسئولیت مدنی، مهندسی و خاص، تجهیزات الکترونیک (موبایل، لپ تاپ، تبلت و…)، اتومبیل (شخص ثالث، بدنه) و… فعالیت می‌کند. بیمه بازنشستگی سامان به عنوان طرح سامان‌یار در سال ۱۴۰۲ ارائه شده است که طرح جدید این شرکت می‌باشد که فرد بیمه شده می‌تواند در پایان مدت بیمه نامه مستمری دریافت نماید.

## سرمایه‌گذاری بیمه سامان در املاک
صورت‌های مالی شش‌ماهه بیمه سامان در پایان شهریور سال ۱۴۰۰ از سرمایه‌گذاری قابل توجه این شرکت بیمه ای در بخش املاک در خبر می‌دهد. در صورت‌های مالی تلفیقی این مقدار ۹۱۵ میلیارد تومان دیده می‌شود و در صورت‌های مالی شرکت اصلی این مقدار ۲۴۰۰۰۰۰ میلیارد تومان است.